# Cadzand
Cadzand (West-Vlaams: Kezand) is een dorp, gelegen in het uiterste westen van de Nederlandse provincie Zeeland. In 2023 telde het in de regio Zeeuws-Vlaanderen gelegen dorp 695 inwoners. Sinds 2003 is Cadzand een deel van de gemeente Sluis. Tot Cadzand behoort ook Cadzand-Bad.

## Etymologie
Rond het jaar 1000 ontstond in het noordoosten van het Graafschap Vlaanderen een zandplaat, genaamd 'ce sant/ Cesant' (dé Zandplaat). 'Cesant', 'Caesant', 'Casant' en 'Cassant' zijn de oudste benamingen, die vanaf de 11e eeuw tot ver in de 16e eeuw gebruikt zijn in geschriften en op land- en zeekaarten. In die tijd was de schrijfwijze afhankelijk van het dialect, de klank en de interpretatie van de schrijver. Vanaf de 13e eeuw werd vaak een hypercorrecte ‘t/d’ toegevoegd (Catsant, Caedsant, Cadsant, etc.). In het algemeen werden letters ter vergemakkelijking van de uitspraak toegevoegd of weggelaten (Kerzant/Kezant). In de 19e eeuw werd ook ‘Kadzand’ geschreven. De ‘K’ vindt men terug in het gemeentewapen, dat tot 1970 gevoerd werd.
De naam 'Cadesand / Cadesanda' (Germ. kado(n)- 'kleine dijk' en sanda- 'zand') is een eenmalige Latijnse verbastering (ad auferendam decimam de Wulpa et de Cadesand, 1111-1115) in het goederenregister van de Sint-Baafsabdij te Gent. 'Cadesand' komt verder niet voor in geschriften en op kaarten.

## Geschiedenis
Midden 11e eeuw is de drooggevallen zandplaat Casant aan de kust van het Graafschap Vlaanderen geschikt voor beweiding en akkerbouw. Als beloning voor hun diensten krijgt de adel van het Graafschap percelen te leen (leenstelsel). De eerste leen is het Roffoelkin op het midden van het eiland. Het wordt afgebakend door een aarden wal van 1 meter hoog. De versterkte hofstede Burggravensteen wordt er gebouwd. Ook de percelen rondom het Roffoelkin krijgen een aarden wal. Dat zijn nu de weggetjes die in dat poldergebied liggen. In 1101, 1105, 1108, 1111 en 1112 razen stormvloeden over de kust van Vlaanderen. Ter bescherming tegen overstroming geeft het Graafschap Vlaanderen in 1112 opdracht tot de aanleg van dijken van 2,50 m hoog aan de rand van het eiland, de huidige Ringdijk Noord en Ringdijk Zuid, later uitgebreid met de Noorddijk aan de kust.
Het bisdom Doornik geeft het dekenaat Aardenburg in 1096 de opdracht een parochie met kapel op Casant te stichten. De Sint-Baafsabdij te Gent krijgt het patronaatsrecht. Volgens afspraak met het Graafschap Vlaanderen krijgt de abdij een tiende van de oogst als kerkbelasting, het tiendrecht. Enkele edelen schenken eind 12e eeuw de gehele oogst, waarna het Graafschap de betreffende akkers in eigendom geeft aan de abdij. Begin 13e eeuw wordt de eenbeukige Mariakerk op het hoogste punt van het eiland gebouwd. Het dorp Cadzand ontstaat. In de 14e eeuw volgt een uitbreiding van de kerk met de noordbeuk.
Het eiland van Cadzand lag strategisch zeer gunstig: vanuit zee eenvoudig te bereiken, een strand zonder duinen en een uitgestrekt landbouwgebied. Het is voor vreemde legers een uitstekende uitvalsbasis voor aanvallen op het achterland met handelssteden als Sluis, Brugge, Aardenburg en Gent. Om hun soldij aan te vullen plunderen de soldaten bij elk bezoek het eiland. Op 30 mei 1213 wordt Damme door de Fransen geplunderd, waarna ze een zeeslag tegen de Engelsen in de Sincfal verliezen tussen Knokke en Cadzand. In 1295 is er een conflict tussen graaf Floris V van Holland en de Vlaamse graaf Gwijde van Dampierre omtrent de heerschappij over Zeeland. De Hollanders verwoesten Sluis en Cadzand. Op 28 maart 1303 wordt onder leiding van Willem 's-Gravenzoon een plundertocht naar Walcheren gehouden. Willem III van Holland neemt wraak en trekt vanuit Arnemuiden op naar Terhofstede op het eiland van Cadzand. Brugge stuurt soldaten om Cadzand te verdedigen. De troepen van Willem vertrekken dezelfde dag nog.

### Honderdjarige Oorlog
De 14e eeuw was onrustig daar zowel de Franse als de Engelse vloot regelmatig kwam binnenvallen. In 1337 begon de Honderdjarige Oorlog en vielen de Engelsen Frankrijk vanuit het noorden aan. Ze bezetten het Eiland van Cadzand en versloegen daar tijdens de Slag bij Cadzand het daar samengetrokken Franse leger onder leiding van Lodewijk II van Nevers. Daarna plunderden de Engelsen Cadzand. Ook in 1338 vonden plunderingen door de Engelsen plaats. De Vlamingen kozen de Engelse zijde om de toevoer van Engelse wol veilig te stellen. Op het Eiland van Cadzand werden opnieuw Franse troepen gelegerd om de Engelsen tegen te houden. Op 24 juni sneuvelden 25.000 soldaten. De Engelsen wonnen, samen met de Vlamingen, en hingen de Franse leider Nicolas Béhuchet op aan een scheepsmast. Uit wraak sloegen de Fransen aan het moorden, verkrachten en plunderen op het eiland.
Ook waren er opstanden zoals de Opstand van Kust-Vlaanderen van 1323-1328. Dit alles was desastreus voor de economie. In 1384 landden de Engelsen weer op het eiland, nu om Gent te ontzetten dat door Brugge, Sluis en Aardenburg belegerd werd.
In 1404 landden de Engelsen op het Eiland van Cadzand om van daar uit het Brugse Vrije aan te vallen. Ze ondernamen plundertochten vanaf dit eiland. Ook in 1405 vonden plunderingen plaats, nadat de Engelsen tevergeefs Sluis probeerden in te nemen. Bij dit alles kwamen nog dijkdoorbraken in 1394 en 1398 en de stormvloeden zoals de Sint-Elisabethsvloed van 1404 en de stormvloeden van 1471, 1477 en 1497. Niettemin werd er ook ingepolderd en herdijkt, zoals de Tienhonderdpolder in 1402, de Vierhonderd Beoosten Terhofstedepolder in 1404, de Strijdersgatpolder in 1415 en de Zandpolder in 1423.
De militaire situatie bleef ongunstig. Men moest de vissersboten begeleiden met konvooischepen om de Engelse en Franse kapers te bestrijden. Nadat Filips de Goede tevergeefs getracht heeft om de Engelse basis te Calais te veroveren, sloegen de Engelsen terug en vielen Sluis aan. In 1439 sloot Filips vrede met de Engelsen wat de handel zeer ten goede kwam. In 1453 landden dan de Fransen weer op Cadzand.
Tijdens de Vlaamse Opstand tegen Maximiliaan (1482-1492) werd Cadzand in 1491 ingenomen door Maximiliaan I van Oostenrijk om de handel over het Zwin stil te leggen. De troepen plunderden en stichtten brand. In 1492 werd de Vrede van Cadzand getekend.
Stormvloeden en ook de activiteiten van Schotse zeerovers belemmeren de economie.

### Tachtigjarige Oorlog
Spoedig hierna ving echter de Tachtigjarige Oorlog aan. In 1572 namen de Watergeuzen Vlissingen in en begonnen van daar uit te plunderen. Oorspronkelijk door Spaanse troepen bezet hielden de Geuzen uit Vlissingen regelmatig rooftochten op het eiland, die landgangen werden genoemd. In 1582 werd door een groeiende groep protestanten verzocht om een predikant, maar sinds 1587 had Parma de streek weer op de Staatsen veroverd en was ook Cadzand weer Spaans.
Door de inundatie van 1583 liepen vele van de polders onder water en werd het Oude Land van Cadzand weer geheel door zeegeulen omgeven. Pas decennia later werd er op grote schaal heringedijkt. Door de Allerheiligenvloed van 1570 en het oorlogsgeweld raakte het Eiland van Cadzand ontvolkt. Er huisden wolven. De Spanjaarden bouwden in 1593 het fort St. Jan bij Oostvliet en in 1598 werd Fort Terhofstede opgericht.
In 1602 werd de Groote Sint-Annapolder drooggelegd en werd het eiland van Cadzand met dat van Groede verbonden.
In 1604 veroverde Prins Maurits Cadzand en van daaruit heel West-Zeeuws-Vlaanderen. Nu was Cadzand definitief Staats en sinds 1606 kwam predikant Rob de Rieu uit Sluis over. In 1609 kreeg Cadzand haar eigen predikant, Marcus ab Halle. Geleidelijk werd de kerk, die een ruïne geworden was, hersteld en geschikt gemaakt voor de Hervormde eredienst. Door geldgebrek is pas in 1641 de noordbeuk hersteld. In 1623 woonden 1175 mensen op het Eiland van Cadzand.

### Nieuwe tijd
In 1685 kwamen een aantal hugenoten uit de omgeving van Calais naar Cadzand. Er werd een Waals-Hervormde gemeente gesticht. Meer hugenoten kwamen, zoals in 1713 protestanten uit Rijsel en in 1771 protestanten uit Picardië, de Champagne en de omgeving van Orléans. De Waals-Hervormden kregen in 1719 een eigen gebouw maar fuseerden in 1817 met de Hervormde gemeente.
In 1708 werd Cadzand geplunderd door de Fransen in het kader van de Spaanse Successieoorlog. In de jaren daarna was het weer rustig en bloeide ook de economie op, maar in 1747 vielen de Fransen weer binnen, nu in het kader van de Oostenrijkse Successieoorlog. In 1794 kwamen de Fransen eveneens en kreeg Cadzand een modern bestuur. De gemeente Catsandt (Cadzand) werd gesticht.
In 1902 werd bij de monding van het Uitwateringskanaal een haventje aangelegd, waarbij de buurtschap Cadzand-Haven ontstond die later in Cadzand-Bad zou opgaan.
Op 23 september 1912 kwam er een tramlijn die Oostburg via Zuidzande met Cadzand verbond. Deze sloot te Oostburg aan op de in 1887 aangelegde lijn van de Stoomtram-Maatschappij Breskens - Maldeghem (SBM). Deze werd de Karrekassetram genoemd, naar de vrouwenmuts die bij de Cadzandse klederdracht hoorde. In 1925 werd de lijn doorgetrokken tot Cadzand-Haven. Vanaf 1 augustus 1948 werd het reizigersvervoer gestaakt, in september 1949 werd ook het goederenvervoer stilgelegd en de tramsporen opgebroken. Sinds 1948 wordt het vervoer verzorgd door busdiensten.
De Eerste Wereldoorlog bracht mobilisatie en de legering van troepen in Cadzand. Deze bleven tot 1925 aanwezig. Ook ving de bevolking Belgische vluchtelingen op, zowel burgers als militairen. 
Hoewel Nederland buiten de oorlog bleef, vielen er enkele verdwaalde bommen op Cadzand-Haven.
Toen de geallieerden op het einde van de Tweede Wereldoorlog oprukten heeft de bezetter in augustus 1944 de sluizen van het Uitwateringskanaal geopend, waardoor de Passageule weer geïnundeerd werd. Op 30 oktober 1944 werd Cadzand bevrijd door de Canadezen. Daarbij is de kerk beschadigd waarbij de meeste gebrandschilderde ramen uit 1931 verloren gingen. Ook de molen Nooit Gedacht werd getroffen. Er is hevig gevochten om de Schelde in geallieerde handen te krijgen. Honderden 500lbs MC bommen zijn afgeworpen op de Duitse stellingen in de duinen (Atlantikwall). Tot op heden worden bij bouwwerkzaamheden bommen en andere munitie gevonden. In 2010 werden bij bodemonderzoek van een te bouwen recreatiepark 1400 personeelsmijnen en zes stuks 500lbs bommen ontdekt. In 2017, bij de aanleg van de nieuwe jachthaven, vond men twee bommen.
Na de bevrijding werd de restauratie ter hand genomen. In 1953 volgde de Watersnoodramp waarbij in de Zwarte Polder een dijkdoorbraak plaatsvond. Hierna werd, in het kader van het Deltaplan, de dijkverzwaring ter hand genomen, waarvoor het haventje van Cadzand moest wijken.
In 1970 hield de gemeente Cadzand op te bestaan. Ze werd opgenomen in de gemeente Oostburg.
In 1974 brandde de molen Nooitgedacht uit, maar in 1977 was deze weer gerestaureerd.

## Bezienswaardigheden

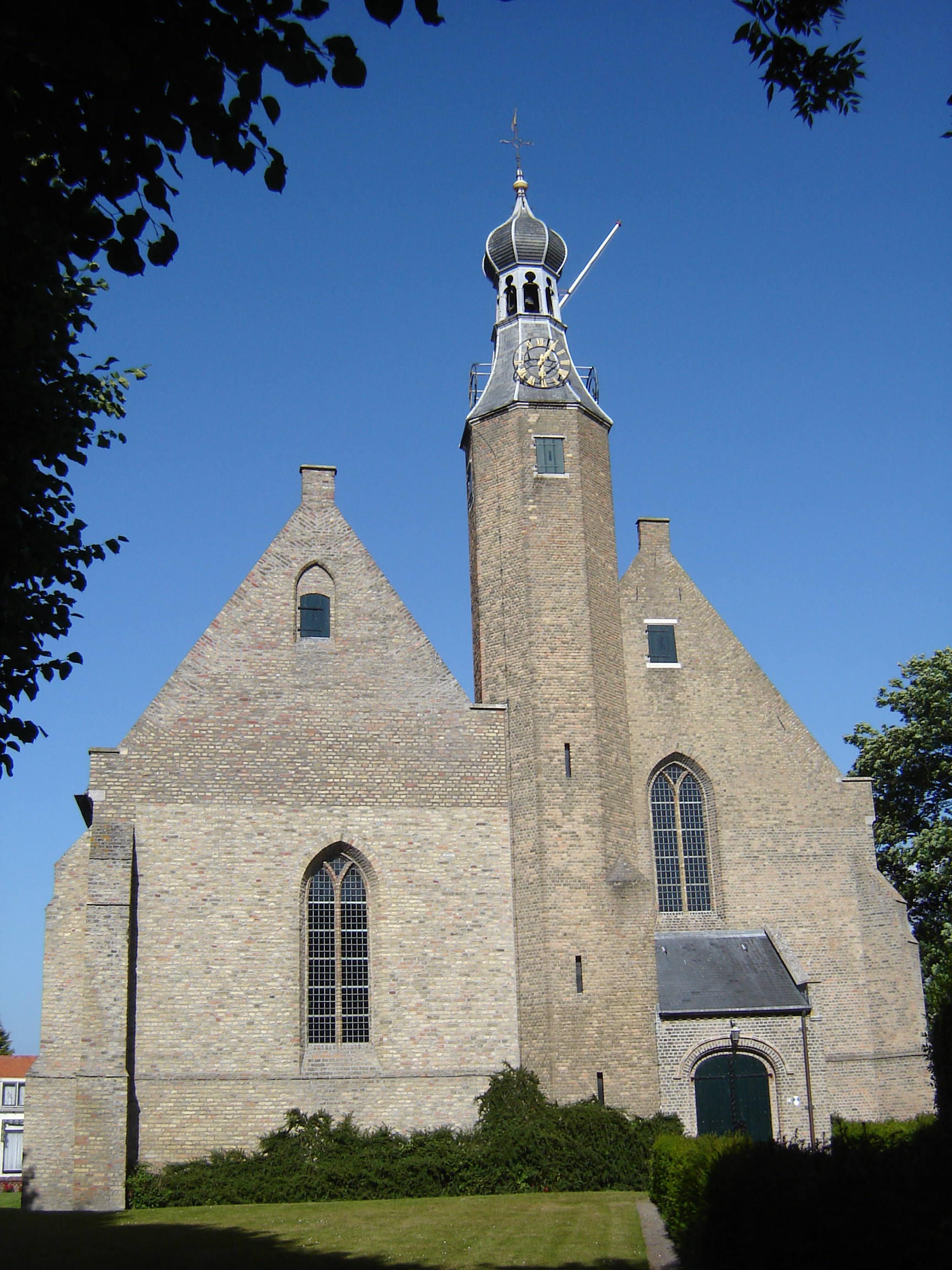
Mariakerk

De zee en het strand zijn belangrijke trekpleisters voor Cadzand, maar de rustige dorpskern van Cadzand-Dorp staat in schril contrast met het toeristische Cadzand-Bad.
- De kerk, Mariakerk genaamd, is een tweebeukige hallenkerk, opgebouwd uit gele Vlaamse baksteen. De zuidelijke beuk is vermoedelijk gebouwd tussen 1200 en 1225. De noordelijke beuk dateert van tussen 1325 en 1350. De stijl is in hoofdzaak vroeg-gotisch, beter gezegd de Scheldegotiek. De zware zuilen zijn van romaanse origine. De kerk bezat een hoge, massieve toren, de zogenaamde Sint-Lambertustoren, die samen met de Vlissingse kerktoren de tolgrens van de Westerschelde aangaf. De Mariakerk is de oudste kerk van Zeeuws-Vlaanderen.
- Windmolen Nooitgedacht aan de ingang van het dorp, uit 1898.
- Molen van Aalbregtse, een molenromp aan de Badhuisweg, uit 1848.
- Op het strand kunnen door ontsluiting van oude zandlagen ten gevolge van de stromingsveranderingen door de deltawerken fossiele haaientanden[6][7][8][9] worden gevonden. Daarnaast vindt men er fossiele schelpen van tweekleppigen, zoals de vrijwel alleen hier voorkomende Zwinkokkel.

## Afbeeldingen

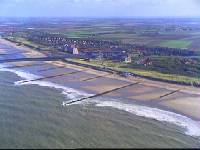
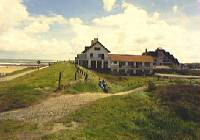
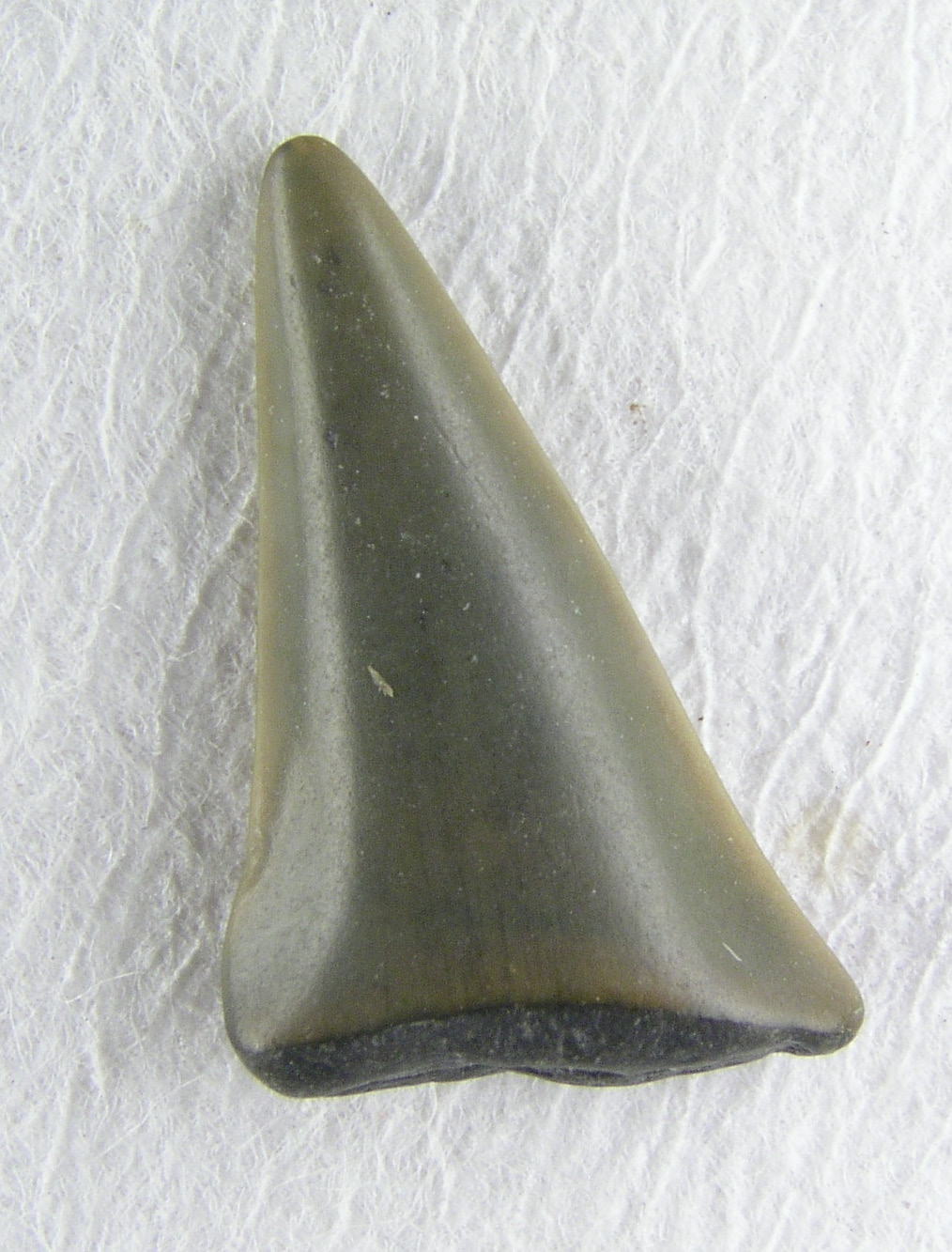
Fossiele haaientand, 1,5 cm lang
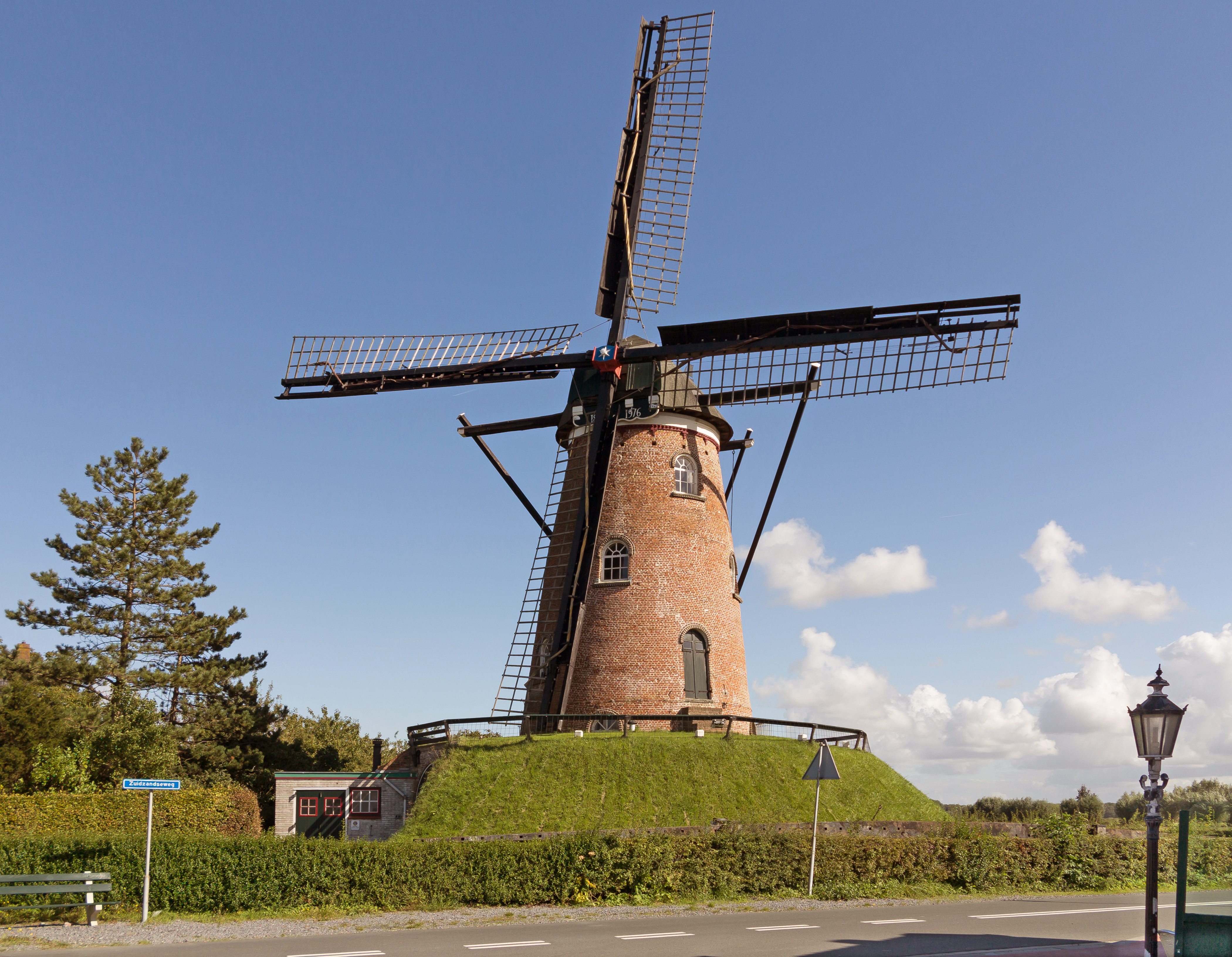
Beltmolen Nooitgedacht

## Geboren in Cadzand
- Johannes de Hullu (1846-1940), archivaris en historicus
- Izaak van Houte (1892-1989), hoogleraar orthopedagogiek

## Nabijgelegen kernen
Nieuwvliet, Zuidzande, Retranchement, Cadzand-Bad